# Blake Nelson
Blake Nelson (Chicago, 31 agosto 1960) è uno scrittore statunitense.

## Biografia
Nelson è cresciuto a Portland (Oregon) e ha frequentato la Wesleyan University in Connecticut. Prima di diventare autore Nelson è stato musicista e compositore. Ha iniziato la sua carriera da scrittore pubblicando dei brevi pezzi umoristici sulla rivista Details a metà anni novanta.
Il suo primo romanzo, Girl, è stato pubblicato in otto paesi. Nel 1998 fu trasformato in un film con Dominique Swain e Summer Phoenix. Dopo più di quindici anni e dieci libri alle spalle, Nelson ha scritto il sequel di Girl intitolato Dream School.
Il breve romanzo Paranoid Park, l'opera per la quale Nelson è maggiormente noto a livello internazionale, si è aggiudicato il premio Grinzane in Italia ed è stato portato sul grande schermo dal regista Gus Van Sant. Nel 2007 il film Paranoid Park ha vinto il premio speciale al Festival del Cinema di Cannes.
Tra le sue altre opere vi figurano inoltre: Nei panni di lui/lei, Distroy All Cars, Recovery Road e il suo ultimo romanzo uscito nel 2014, Il principe di Venice Beach.

## Vita privata
Nelson vive con la moglie a Brooklyn.

## Opere
- (EN) Girl, Simon & Schuster, 1994.
- (EN) Exile, 1997.
- (EN) User, 2001.
- (EN) The New Rules of High School, 2003.
- (EN) Rock Star Superstar, 2005.
- (EN) Prom Anonymous, 2006.
- Nei panni di lui/lei [Gender Blender], 2006.
- (EN) Paranoid Park, 2006.
- (EN) They Came From Below, 2007.
- (EN) Destroy All Cars, 2009.
- (EN) Recovery Road, 2011.
- (EN) Dream School, 2011.
- (EN) The Prince of Venice Beach, 2014.

## Filmografia

### Soggettista
- Girl, regia di Jonathan Kahn (1998)
- Paranoid Park, regia di Gus Van Sant (2007)
- Recovery Road - serie TV (2016)

## Radio
- Bret Easton Ellis Podcast - podcast (2020)